# یواس‌اس ولوسیتی (۱۸۶۲)
یواس‌اس ولوسیتی (۱۸۶۲) (به انگلیسی: USS Velocity (1862)) یک کشتی بود که طول آن not known بود.